# Tunnel du San Bernardino
Le tunnel du San Bernardino (en italien : Galleria del San Bernardino) est un tunnel routier de Suisse.
Situé sur l'autoroute A13 dans le canton des Grisons, entre les communes de Hinterrhein et San Bernardino. Il mesure 6,6 km et permet de relier Bellinzona à Coire puis Zurich. 
Ne pas confondre avec le tunnel du Grand-Saint-Bernard, situé sous le col du Grand-Saint-Bernard.

## Histoire
Sa construction a débuté en 1961 et s'est terminée en 1967. Chaque année, près de 2,2 millions de véhicules transitent par ce tunnel.